# Bandledare (vapen)

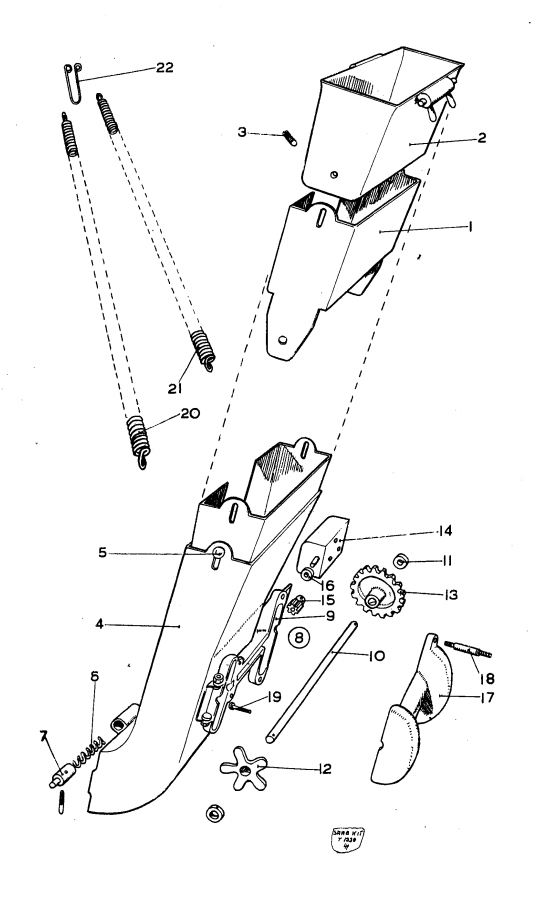
En bandledare till Saab 18. Bandledaren avslutas med en patronledare.

En bandledare, även kallad bandmatare är en matningsmetod, alternativt matningshjälpmedel för automatvapen. Bandledare består av flera ledade kvadratformade länkar som fungerar likt tygband och sönderfallande metallänkar då de för in ammunitionen i vapnet på en rörlig rad. Bandledare leder in ammunitionen i vapnet löst eller via sönderfallande metallänkar beroende på huvudvapnet i fråga.
Likt bandledare finns även patronledare. Patronledare är till skillnad från bandledare inte rörliga utan är helt fasta och består oftast bara av en större del. De kan variera stort i längd och till många tidiga luftvärnsautomatkanoner som den världskända Bofors 40 mm L/60 så var patronledarna mycket korta då patronerna handmatades in i patronledarna vartefter.
Det finns många exempel då man kombinerar både bandledare och patronledare för att ammunitionen ska föras in i vapnet ordentligt.

## Bilder

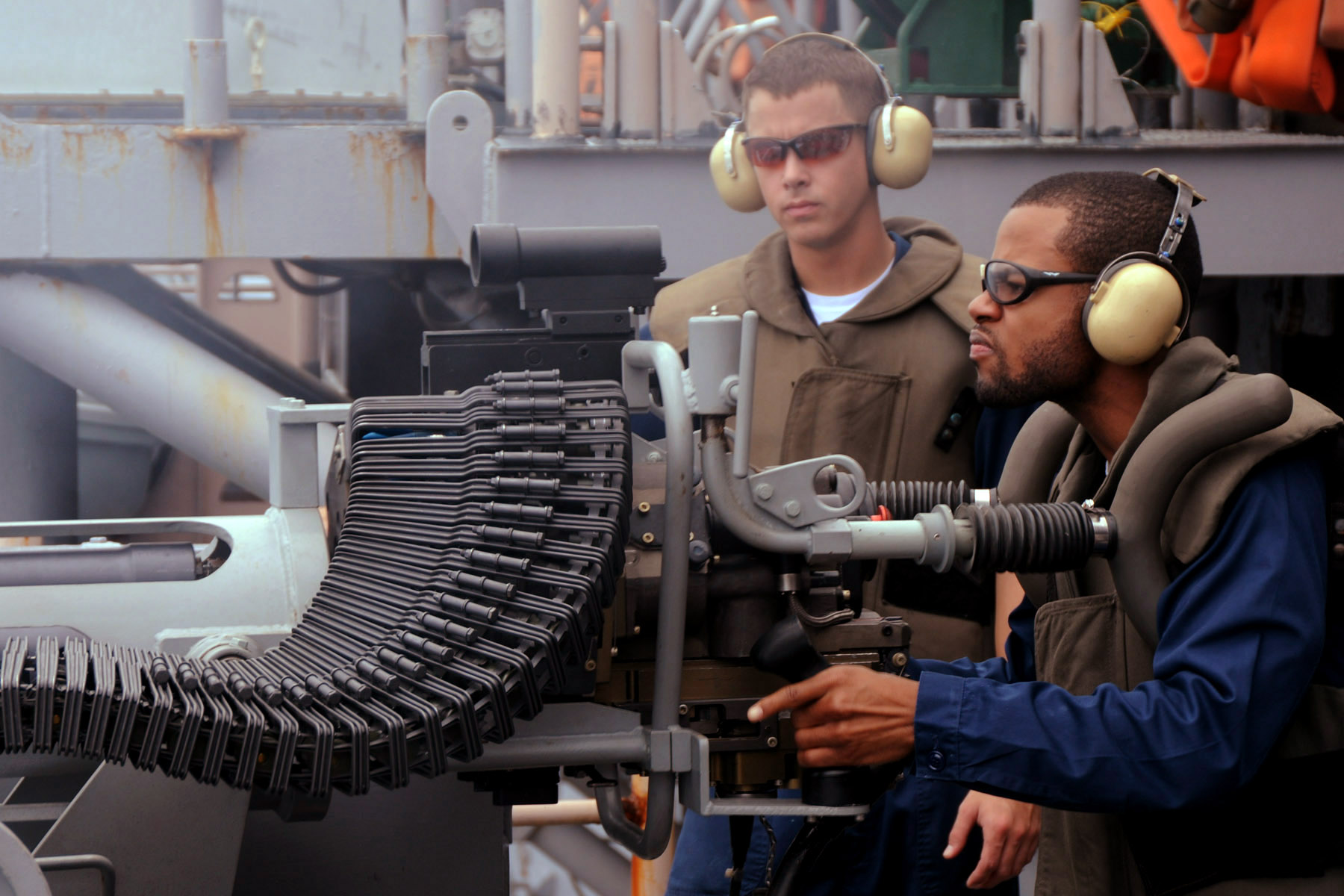
Modern bandledare till en 25 mm automatkanon.
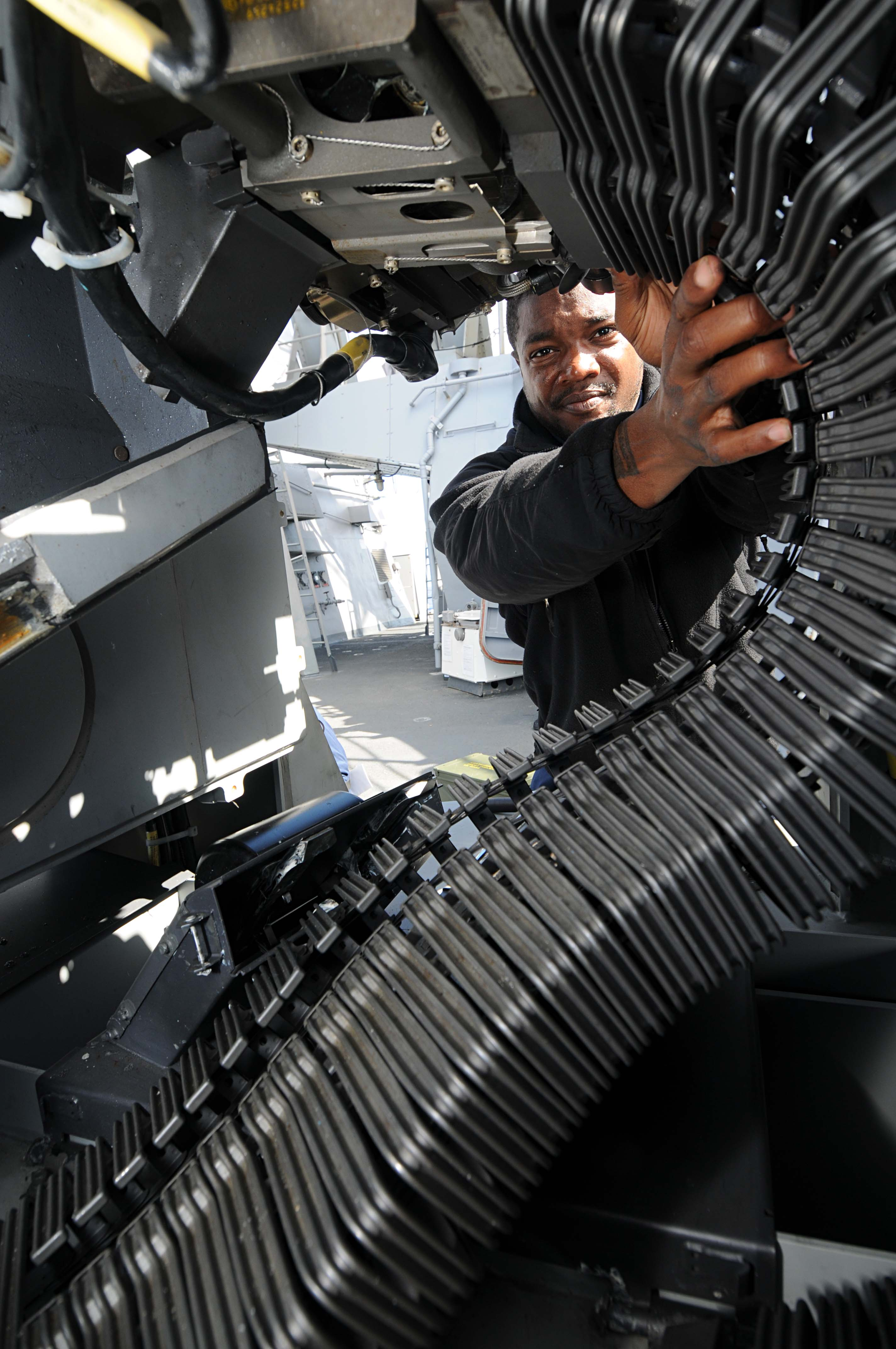
Närbild på en modern bandledare.
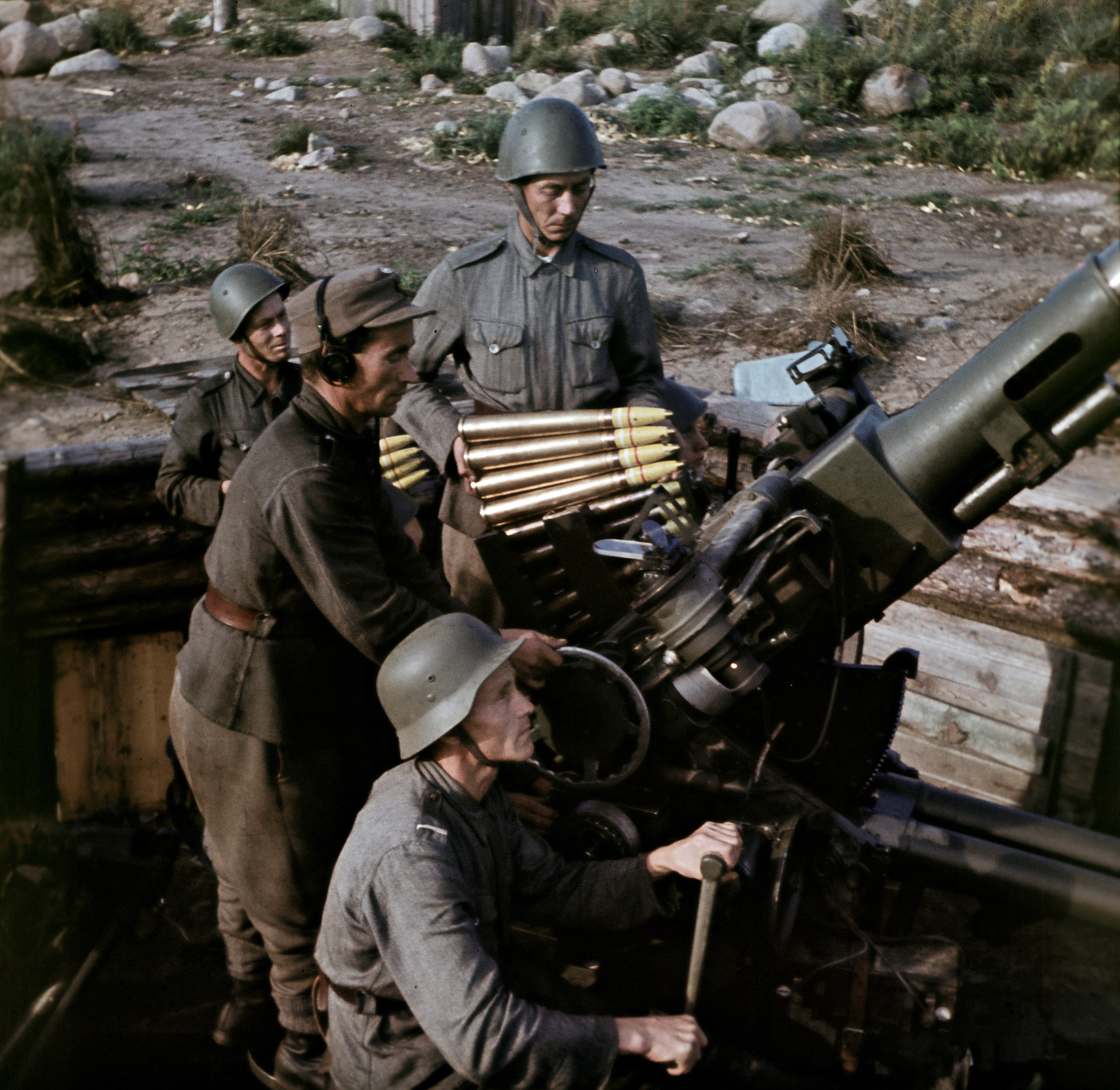
Patronledarna på en Bofors 40 mm L-60.